# Florica Mitroi
Florica Mitroi (n. 15 februarie 1944, Giurgița,  Dolj – d. 14 mai 2002 București) a fost o poetă și ziaristă română.

## Biografie
Florica Mitroi a fost fiica Mariei, născută Doancă, și a lui Ion Mitroi, proprietar de moară din Doljul rural.
A absolvit Liceul Vasile Roaită din Râmnicu Vâlcea. A urmat cursuri de drept în cadrul Universității din București, între 1962 și 1963, abandonând ulterior studiile.
În anii ’80 pleacă in Israel și ulterior în Canada.
A avut o viață tumultuoasă.
A avut doi copii, un băiat rezultat dintr-o relație cu un om de afaceri israelian, Filip Florian Poplingher (n. 26 septembrie 1971-d. 8 decembrie 2010), mort în urma unei boli grave, și o fată, Arghira Ștefania Ravanis (n. 25 martie 1978), nepoata unui marcant comunist grec, Dimos Rendis (pseudonim literar).
A fost considerată disidentă.
La începutul anilor ’90 a devenit cunoscută printr-o serie de scrieri și fapte violente. S-a încăierat cu poetul Mircea Dinescu, la acea vreme președinte al Uniunii Scriitorilor, chiar în biroul acestuia de la uniune.
A semnat în paginile mai multor publicații pamflete agresive, pe alocuri obscene, însă dovedind o înzestrare deosebită în arta scrisului.
A colaborat la publicația „România Mare”, în paginile căreia a atacat o sumă de personalități politice și culturale.  S-a despărțit de revistă după un scandal răsunător cu Corneliu Vadim Tudor.
A luptat cu mai multe instituții ale Statului în demersurile ei de a redobândi bunuri ale familiei naționalizate de regimul comunist, demersuri ce au fost în final încununate de succes.
A încetat din viață în anul 2002 după o îndelungată suferință.

## Activitatea literară
Florica Mitroi a debutat în anul 1966 în revista literară „Luceafărul” și editorial în 1969 cu volumul “Rugăciune către Efemera” ( Editura pentru literatură universală ), volum pentru care i s-a decernat Premiul Uniunii Scriitorilor.
A mai publicat două volume de poezie, “Diapazon” (1973) și “Între Cer și Pământ” (Cartea românească, 1976 , Premiul Uniunii Scriitorilor).
Mitroi a atras atenția criticii literare încă de la primele versuri. Dacă în cazul altor confrați opiniile erau controversate, în ceea ce o privește se poate vorbi despre o unitate a punctelor de vedere. Toți comentatorii au remarcat tensiunea emoțională și forța liricii sale, dar au subliniat totodată imperioasa necesitate a autocontrolului, a impunerii unei rigori stilistice.

## Critică
Fiindcă, în cadrul aceleiași poezii, pot fi întâlnite imagini de o remarcabilă puritate: „Și tu ești un altar de borangic ușor / sub care se cunună soarele cu luna, / tu ești în fruntea mea de foișor / un uriaș copil, râzând întruna\” (Rugăciune către Efemera), alături de incredibile asociații de vocabule, care șochează nu prin insolitul lor (benefic, dacă ar fi fost urmărit efectul estetic), ci prin senzația de delir verbal, combinațiile întâmplătoare, uneori de-a dreptul incompatibile, lăsând impresia că autoarea nu cunoaște sensul cuvintelor: „cărămida botezului, computată”, „praporii de pulberi indiferențiale” etc.
Paradoxal, în pofida acestor hazardate ori disonante alăturări de sintagme, atmosfera creată este de o halucinantă intensitate a implicării eului poetic. Mitroi reușește să fie și de o mare candoare, dar și să braveze, frizând cinismul. În pofida efortului de disciplinare, de reducere a aluviunilor lingvistice (sesizabil în ultimele creații), lirica sa rămâne, cum remarca Mircea Iorgulescu, „agitată cu violență de impulsuri contradictorii și tulburi, epuizante”
Ceea ce a apărut la un moment dat drept dorință de originalitate cu orice preț este, la Florica Mitroi, consecința unui temperament neobișnuit și se justifică suficient prin situarea liricii sale la limita dintre expresionism si suprarealism. Poeta trece, fără complicații, de la invocația către o zeiță a jocului la reiterarea dansului paparudelor și de la frenezie la tristețe, marcând, în acest fel, mobilitatea de atitudine din „Rugăciune către Efemera” (1969), care va fi ulterior contrabalansată printr-o imaginație debordantă.
Metamorfozele grotești susțin în „Diapazon” (1973) incandescența trăirii și dinamismul expresiei care cedează uneori durităților imprecatorii, într-un amalgam de cruzime și nevinovăție. Neașteptata pasiune a pierderii în visuri cu hydre o conduce pe Florica Mitroi la vizualizări în stilul picturii suprarealiste: ea descrie un cerb cu cap de făt, lumina-păianjen, coroiul-trandafir ce iese dintr-un balaur turmentat, sfera de aur despletindu-se de piei de basm sau luna ce ține cu o gheară brazii, iar cu alta locul ei din cer. În aceeași manieră sunt prezentate personaje stranii.
Poeta însăși se reprezintă simbolic prin imaginea unui porumbel ce emană grifoni. Cu volumul „Între cer și pământ” (1976), invazia subconștientului și tumultul rostirii se temperează prin celebrarea, alături de eros, a patriei și a părinților.
Florica Mitroi a fost apreciată pentru ceea ce a fost, așa cum a fost, de Nichita Stănescu.